# Velika nizina
Velika ili središnja nizina (engl. Great Plains), otvoren prostor prerija koji leži istočno od Stjenjaka (Rocky Mountains) u Sjedinjenim Američkim Državama i Kanadi. U Velikoj nizini su smješten dijelovi američkih država Novi Meksiko, Teksas, Oklahoma, Colorado, Kansas, Nebraska, Wyoming, Montana, Južna Dakota i Sjeverna Dakota i kanadskih pokrajina Alberte, Manitobe i Saskatchewana.
Uzvišene regije Velike nizine nazivaju se "Visoke ravnice" (High Plains), a općenito se nalaze zapadno od 100. meridijana koji grubo odgovara liniji od koje zapadno padne manje od 500 mm oborina godišnje. Regija je aridna i općenito je karakterizirana rančevima i rubnim farmama. Otprilike svakih 25 godina regiju pogađaju suše i razorne pješčane oluje. Središte se regije nalazi na Oklahoma Panhandleu, uključujući jugoistočni Colorado, jugozapadni Kansas, Texas Panhandle, te krajnji sjeveroistok države Novi Meksiko. Ta područja su bila poznata kao Dust Bowl tijekom kasnih 1920-ih i ranih 1930-ih. Učinak suše povezan s učincima Velike depresije prisilio je mnoge farmere da napuste zemlju diljem Velike nizine. U nedavnim godinama područje je pogodila druga velika suša.
Južni dio Velike nizine leži preko akvifera Ogallala, nepreglednog podzemnog sloja vodonosnih naslaga koje datiraju iz posljednjeg ledenog doba. Ekstenzivno se koristi navodnjavanje centralnom osovinom, ali se akvifer (vodonosnik) iscrpljuje u mjeri koja nije održiva.

## Zemljopisne podjele
Velika nizina je najzapadniji dio velikih sjevernoameričkih Unutarnje ravnice, koja se prostire sve do ravnjaka Appalachian.  The United States Geological Survey dijeli Veliku nizinu u SAD-u na deset fiziografskih potpodjela:
- ravnjak Missouri, zaleđeni – istočna središnja Južna Dakota, sjever i istok Sjeverne Dakote i sjeveroistočna Montana
- ravnjak Missouri, nezaleđeni – zapadna Južna Dakota, sjeveroistočni Wyoming, jugozapadna Južna Dakota i jugoistočna Montana
- Crna brda (Black Hills) – zapadna Južna Dakota
- Visoke ravnice (High Plains) – istočni Novi Meksiko, sjeverozapadni Teksas, zapadna Oklahoma, istočni Colorado, zapadni Kansas, veći dio Nebraske (uključujući Sand Hills) i jugoistočni Wyoming
- Granica nizine (Plains Border) – središnji Kansas i sjeverna Oklahoma (uključujući Flint, Red i Smoky Hills)
- Coloradsko podgorje (Colorado Piedmont) – istočni Colorado
- dio Ratona - sjeveroistočni Novi Meksiko
- dolina rijeke Pecos – istočni Novi Meksiko
- ravnjak Edwards (Edwards Plateau) – jugoistočni Teksas
- dio središnjeg Teksasa – središnji Teksas

Naziv Visoke ravnice se koristi u odnosnim, više općenitijim kontekstima za opisati izdignute krajeve Velike nizine, koji su uglavnom zapadno od 100-tog zapadnog podnevnika, koji inače dijeli Veliku nizinu na područje koje ima 500 mm padalina godišnje i područje koje ima manje od 500 mm padalina (kišnih) godišnje. U ovom kontekstu, Visoke ravnice je polusuha stepa i karakterizira ju poljodjelstvo u rančevima ili rubno na farmama. Izložena je periodičnim produljenim razdobljima suše; snažni znaju napraviti pješčane oluje koje pustoše sve pred sobom.

## Povijest
Velika nizina je kroz povijest bila prostor bizona i velikonizinske kulture indijanskih plemena Blackfeet, Crow, Sioux, Cheyenne, Arapaho, Comanche i drugih.
Nakon skorog izumiranja bizona (engl. buffalo) i premještaja Indijanaca u indijanske rezervate, Velika nizina je bila namijenjena stočarstvu, a njezin otvoreni prostor teoretski je omogućavao svakome da slobodno uzgaja stoku. U proljeće i jesen postavljali su se roundupovi, nova telad se žigosala, a stoka se razvrstavala za prodaju. Osnivanje rančeva započelo je u Texasu, te se postupno pomicalo na sjever. Teksaška stoka se odvozila sjeverno do željezničke pruge, posebice do Dodge Cityja u Kansasu, a odande se prevozila željeznicom na istok. Mnogi strani, uglavnom britanski investitori financirali su velike rančeve tog razdoblja. Prekomjerna proizvodnja i užasna zima iz 1886. naposljetku su rezultirali u katastrofi u kojoj su se mnoga goveda smrznula ili gladovala. Od tada nadalje rančeri su se općenito okrenuli uzgajanju hrane u namjeri da njihova goveda prezime.
Homestead Act of 1862. (Gospodarski zakon iz 1862.) omogućio je naseljeniku da može zahtijevati do 160 akri (650,000 m2) zemlje na kojoj je živio i koju je obrađivao na određeni period godina. Kasnije je zakon proširen na gospodarstvo čitavog odjeljka. Stotine tisuća Amerikanaca i imigranata podignuli su gospodarstva ponekad gradeći tratinaste kuće od travnjaka sa svoje zemlje. Mnogi od njih nisu bili vješti poljoprivrednici pa su promašaji bili česti. Nijemci iz Rusije koji su prethodno obrađivali zemlju na prostoru današnje Ukrajine u sličnim okolnostima bili su marginalno uspješniji od prosječnog gospodarstvenika. U Kanadi je sličnoj funkciji služio Dominion Lands act of 1871. (Zakon o gospodarenju zemljom iz 1871).
Ruralne su ravnice izgubile trećinu stanovništva od 1920. Nekoliko stotina tisuća četvornih kilometara Velike nizine imaju oko 3 osobe na četvrom kilometru—standard gustoće koji je Frederick Jackson Turner koristio da 1893. proglasi American Frontier "zatvorenim". Prema kansaskom povjesničaru Danielu Fitzgeraldu, u državi Kansas se nalazi više od 6,000 gradova duhova. Taj problem pogoršava konsolidacija farmi i teškoća privlačenja moderne industrije u regiju. Maleno stanovništvo školske dobi prisililo je konsolidaciju školskih okruga i zatvaranje srednjih škola u nekim zajednicama. Kontinuirani gubitak stanovništva doveo je neke do zaključka da trenutna uporaba suših dijelova ravnica nije održiva, pa bi stoga trebalo povratiti izvorne travnjake pod ispašom bizona. Taj je prijedlog poznat pod nazivom Buffalo Commons.

## Vanjske poveznice
- Geološka priča Velikih ravnica  Arhivirana inačica izvorne stranice od 5. ožujka 2009. (Wayback Machine)
- Native Prairie iz Kansas Heritage Group tree

## Više informacija
- Kanadske prerije
- Velika američka pustinja
- Visoke ravnice (Australija)
- Llanos
- Pampa
- Prerija
- Stepa